# サンデーファンデー
サンデーファンデー（欧字名:Sunday Funday、2020年5月12日 - ）は、日本の競走馬。主な勝ち鞍は2025年のプロキオンステークス。
馬名の意味は、楽しい日曜日。

## 経歴
2022年11月12日、阪神競馬場4Rの2歳新馬戦で、武豊を背にデビュー。先手を取ってそのまま逃げ切り、デビュー戦での初勝利を収めた。なお、このレースの3着にはアウトレンジが、9着にはルガルが入っている。2歳シーズンはこの1戦で終える。
3歳時は当初着外が続き、この年4戦目の自己条件戦からブリンカーを装着するようになる。そのブリンカー装着初戦は1200m戦で10着と敗れるが、続く1800m戦で4着とすると、松若風馬が手綱を取った10月14日の京都ダート1800mの3歳以上1勝クラスでキャリア2勝目をマーク。2勝クラス昇級初戦の暮れのクリスマスエルフ賞も人気薄ながら2着と好走する。
4歳シーズンも松若とのコンビを継続し、1月8日の蹴上特別で2勝クラスを2戦目で勝ち上がる。2月24日の伊丹ステークスの勝利をもってオープンクラスに昇格した。5月4日の平城京ステークス、同月18日の平安ステークスは共に二桁順位の惨敗に終わり、松若とのコンビも解消した。8月25日の名鉄杯は3着といったん持ち直したものの、続くシリウスステークスと福島民友カップは再び二桁順位に沈んだ。浜中俊との新コンビで挑んだ12月8日の師走ステークスは逃げ粘って2着に好走すると、次走のベテルギウスステークスでオープンクラス初勝利を収めた。
5歳を迎えた2025年は1月26日のプロキオンステークスより始動。鞍上は新たに鮫島克駿を迎えた。好スタートからハナに立ってそのまま押し切り、重賞初優勝を果たした。

## 競走成績
以下の内容は、netkeiba.comおよびJBISサーチに基づく。
| 競走日     | 競馬場 | 競走名             | 格   | 距離（馬場）  | 頭 数 | 枠 番 | 馬 番 | オッズ （人気） | 着順 | タイム （上り3F） | 着差 | 騎手        | 斤量 [kg] | 1着馬（2着馬）         | 馬体重 [kg] |
| ---------- | ------ | ------------------ | ---- | ------------- | ----- | ----- | ----- | --------------- | ---- | ----------------- | ---- | ----------- | --------- | ---------------------- | ----------- |
| 2022.11.12 | 阪神   | 2歳新馬            |      | ダ1800m（良） | 9     | 2     | 2     | 021.40（5人）   | 01着 | R1:55.7（37.6）   | -0.2 | 0武豊       | 55        | （バックトゥザライト） | 542         |
| 2023.01.09 | 中京   | 3歳1勝クラス       |      | ダ1800m（良） | 12    | 1     | 1     | 015.40（6人）   | 09着 | R1:56.4（39.0）   | -2.0 | 0武豊       | 56        | カレンアルカンタラ     | 540         |
| 0000.02.19 | 東京   | ヒヤシンスS        | L    | ダ1600m（良） | 14    | 6     | 10    | 159.0（13人）   | 12着 | R1:39.5（39.1）   | -2.3 | 0浜中俊     | 56        | ペリエール             | 522         |
| 0000.03.26 | 阪神   | 3歳1勝クラス       |      | ダ1200m（不） | 15    | 6     | 10    | 035.5（10人）   | 07着 | R1:11.8（36.5）   | -1.5 | 0松田大作   | 56        | タカネノハナコサン     | 516         |
| 0000.06.17 | 阪神   | 3歳上1勝クラス     |      | ダ1200m（良） | 16    | 3     | 6     | 007.80（3人）   | 10着 | R1:13.8（37.7）   | -1.5 | 0永島まなみ | 52        | ボナンザ               | 516         |
| 0000.09.18 | 阪神   | 3歳上1勝クラス     |      | ダ1800m（良） | 13    | 5     | 6     | 015.60（8人）   | 04着 | R1:54.5（39.7）   | -0.8 | 0松若風馬   | 55        | タイガースパーク       | 506         |
| 0000.10.14 | 京都   | 3歳上1勝クラス     |      | ダ1800m（良） | 9     | 2     | 2     | 003.40（1人）   | 01着 | R1:54.1（37.7）   | -0.0 | 0松若風馬   | 56        | （シュプリンガー）     | 498         |
| 0000.12.24 | 阪神   | クリスマスエルフ賞 | 2勝  | ダ1800m（良） | 15    | 7     | 13    | 051.7（13人）   | 02着 | R1:54.2（38.9）   | -0.7 | 0松若風馬   | 57        | ダイシンピスケス       | 512         |
| 2024.01.08 | 京都   | 蹴上特別           | 2勝  | ダ1800m（良） | 15    | 4     | 7     | 017.10（6人）   | 01着 | R1:52.2（38.8）   | -0.3 | 0松若風馬   | 57        | （シンヨモギネス）     | 520         |
| 0000.02.11 | 京都   | 北山S              | 3勝  | ダ1800m（良） | 15    | 6     | 11    | 006.40（3人）   | 03着 | R1:52.1（37.3）   | -0.0 | 0松若風馬   | 55        | ゴーゴーユタカ         | 520         |
| 0000.02.24 | 阪神   | 伊丹S              | 3勝  | ダ1800m（稍） | 13    | 5     | 7     | 003.40（1人）   | 01着 | 01:51.9（36.6）   | -0.4 | 0松若風馬   | 57        | （グーデンドラーク）   | 518         |
| 0000.05.04 | 京都   | 平城京S            | OP   | ダ1800m（良） | 16    | 5     | 9     | 007.60（4人）   | 14着 | 01:52.8（39.1）   | -2.0 | 0松若風馬   | 57        | ロコポルティ           | 522         |
| 0000.05.18 | 京都   | 平安S              | GIII | ダ1900m（良） | 16    | 2     | 4     | 097.4（15人）   | 16着 | 02:00.3（39.6）   | -2.9 | 0松若風馬   | 57        | ミトノオー             | 524         |
| 0000.08.25 | 中京   | 名鉄杯             | OP   | ダ1800m（良） | 13    | 8     | 12    | 021.80（8人）   | 03着 | R1:51.6（38.0）   | -0.0 | 0池添謙一   | 57        | バハルダール           | 508         |
| 0000.09.28 | 中京   | シリウスS          | GIII | ダ1900m（良） | 15    | 5     | 8     | 014.70（6人）   | 14着 | 02:01.0（40.5）   | -3.9 | 0武豊       | 55        | ハギノアレグリアス     | 506         |
| 0000.11.17 | 福島   | 福島民友C          | L    | ダ1700m（良） | 15    | 6     | 10    | 006.50（3人）   | 11着 | 01:47.0（38.7）   | -2.4 | 0斎藤新     | 57        | テーオードレフォン     | 520         |
| 0000.12.08 | 中山   | 師走S              | L    | ダ1800m（良） | 16    | 7     | 14    | 018.50（7人）   | 02着 | R1:51.8（38.2）   | -0.0 | 0浜中俊     | 54        | ロードアヴニール       | 524         |
| 0000.12.28 | 京都   | ベテルギウスS      | L    | ダ1800m（良） | 16    | 8     | 16    | 021.90（9人）   | 01着 | 01:50.3（37.5）   | -0.4 | 0浜中俊     | 57        | （ジューンアヲニヨシ） | 528         |
| 2025.01.26 | 中京   | プロキオンS        | GII  | ダ1800m（良） | 16    | 1     | 1     | 009.70（5人）   | 01着 | R1:50.6（37.3）   | -0.0 | 0鮫島克駿   | 57        | （サンライズジパング） | 526         |
| 0000.02.23 | 東京   | フェブラリーS      | GI   | ダ1600m（良） | 16    | 4     | 7     | 030.50（8人）   | 10着 | R1:36.8（37.1）   | -1.3 | 0鮫島克駿   | 58        | コスタノヴァ           | 536         |
| 0000.04.19 | 阪神   | アンタレスS        | GIII | ダ1800m（良） | 12    | 1     | 1     | 016.10（5人）   | 08着 | R1:52.8（39.4）   | -1.5 | 0鮫島克駿   | 59        | ミッキーファイト       | 530         |
| 0000.06.14 | 阪神   | 三宮S              | OP   | ダ1800m（重） | 12    | 5     | 7     | 005.00（2人）   | 06着 | R1:51.0（38.1）   | -1.0 | 0松山弘平   | 58.5      | ダブルハートボンド     | 536         |
| 0000.08.03 | 中京   | 名鉄杯             | L    | ダ1800m（良） | 12    | 5     | 6     | 008.80（4人）   | 11着 | R1:54.4（39.5）   | -2.3 | 0団野大成   | 61        | マリオロード           | 532         |

- 競走成績は2025年8月3日現在

## 血統表
| サンデーファンデーの血統        | サンデーファンデーの血統            | サンデーファンデーの血統          | （血統表の出典）                  | （血統表の出典）    |
| 父系                            | ストームキャット系                  | ストームキャット系                | ストームキャット系                | [ § 2 ]             |
| 父 スズカコーズウェイ 2004 栗毛 | 父の父Giant's Causeway 1997 栗毛    | Storm Cat                         | Storm Bird                        | Storm Bird          |
| 父 スズカコーズウェイ 2004 栗毛 | 父の父Giant's Causeway 1997 栗毛    | Storm Cat                         | Terlingua                         |                     |
| 父 スズカコーズウェイ 2004 栗毛 | 父の父Giant's Causeway 1997 栗毛    | Mariah's Storm                    | Rahy                              | Rahy                |
| 父 スズカコーズウェイ 2004 栗毛 | 父の父Giant's Causeway 1997 栗毛    | Mariah's Storm                    | *イメンス                         |                     |
| 父 スズカコーズウェイ 2004 栗毛 | 父の母*フレンチリヴィエラ 1999 栗毛 | *フレンチデピュティ               | Deputy Minister                   | Deputy Minister     |
| 父 スズカコーズウェイ 2004 栗毛 | 父の母*フレンチリヴィエラ 1999 栗毛 | *フレンチデピュティ               | Mitterand                         |                     |
| 父 スズカコーズウェイ 2004 栗毛 | 父の母*フレンチリヴィエラ 1999 栗毛 | Actinella                         | Seattle Slew                      | Seattle Slew        |
| 父 スズカコーズウェイ 2004 栗毛 | 父の母*フレンチリヴィエラ 1999 栗毛 | Actinella                         | Aerturas                          |                     |
| 母 ファーストレディ 2008 鹿毛   | 母の父スマートボーイ 1995 鹿毛      | *アサティス                       | Topsider                          | Topsider            |
| 母 ファーストレディ 2008 鹿毛   | 母の父スマートボーイ 1995 鹿毛      | *アサティス                       | Secret Asset                      |                     |
| 母 ファーストレディ 2008 鹿毛   | 母の父スマートボーイ 1995 鹿毛      | アンラブル                        | *ノーリュート                     | *ノーリュート       |
| 母 ファーストレディ 2008 鹿毛   | 母の父スマートボーイ 1995 鹿毛      | アンラブル                        | アラート                          |                     |
| 母 ファーストレディ 2008 鹿毛   | 母の母ラストヒット 1997 栗毛        | *スラヴィック                     | Danzig                            | Danzig              |
| 母 ファーストレディ 2008 鹿毛   | 母の母ラストヒット 1997 栗毛        | *スラヴィック                     | Bamesian                          |                     |
| 母 ファーストレディ 2008 鹿毛   | 母の母ラストヒット 1997 栗毛        | ゲートアンドフライ                | *クラウンドプリンス               | *クラウンドプリンス |
| 母 ファーストレディ 2008 鹿毛   | 母の母ラストヒット 1997 栗毛        | ゲートアンドフライ                | ヤマノコトブキ                    |                     |
| 母系(F-No.)                     | パツシングクラウド(IRE)系(FN:5-g)   | パツシングクラウド(IRE)系(FN:5-g) | パツシングクラウド(IRE)系(FN:5-g) | [ § 3 ]             |
| 5代内の近親交配                 | Northern Dancer：S5×M5×M5           | Northern Dancer：S5×M5×M5         | Northern Dancer：S5×M5×M5         | [ § 4 ]             |
| 出典                            | 1. 2. 3. 4.                         | 1. 2. 3. 4.                       | 1. 2. 3. 4.                       | 1. 2. 3. 4.         |

- 半姉にアップトゥユー（ローレル賞、道営スプリント）、ストロングハート（エーデルワイス賞、しらさぎ賞、リリーカップ）。
- 祖母ラストヒットは、東北優駿、北日本オークスの優勝馬[15]。
- その他おもな近親にラブミーチャン（NARグランプリ年度代表馬2度など）。